# لاری کویر
لری کویر (انگلیسی: Larry Coyer؛ زاده ۱۹ آوریل ۱۹۴۳) مربی سابق فوتبال اهل آمریکاست.